# Stadtbefestigung Gmünd (Niederösterreich)

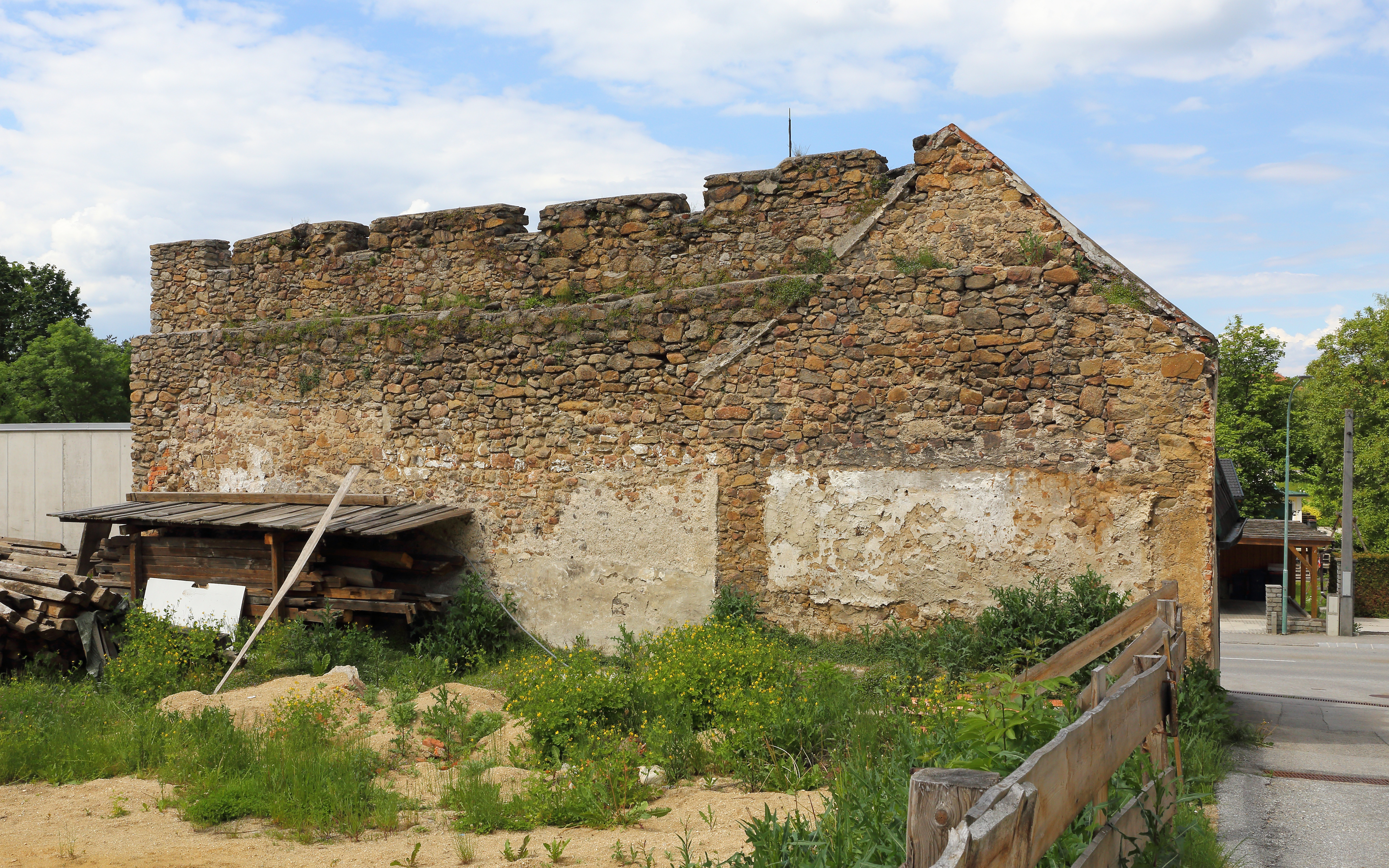
Stadtmauer bei Mühlgasse 16

Die Stadtbefestigung Gmünd umfasst die Altstadt der Stadtgemeinde Gmünd im Bezirk Gmünd in Niederösterreich. Die Reste der Stadtmauern stehen unter Denkmalschutz (Listeneintrag).

## Geschichte
Die Grenz- und Burgstadt Gmünd wurde um 1200 am Gemünde (Zusammenfluss) der Lainsitz und des Braunaubachs durch Hadmar II. von Kuenring (um 1140–1217) planmäßig gegründet und in der ersten Hälfte des 13. Jahrhunderts ausgebaut. 1217 wurde eine Burg genannt.

## Stadtbefestigung
Reste der nördlichen Stadtmauer befinden sich etwas abgesetzt südlich entlang der Mühlgasse, westlich beginnend bei der Bruckmühle bei der Brücke über die Lainsitz, östliche endet die Stadtmauer direkt nördlich der Pfarrkirche. Die Reste der östlichen Stadtmauer beginnen nördlich vor dem Chor der Pfarrkirche und enden in einem Knick zu einer offenen Lücke der südlichen Stadtmauer. Die Reste der südlichen Stadtmauer bilden den Abschluss des Hintaus der südlichen Häuserzeile des Hauptplatzes, beginnen östlich bei der Sigismundgasse, verlaufen nach Westen und enden auf Höhe der Südfront vor dem Schloss Gmünd. Die Pfarrkirche befestigte die Nordostecke, die später zum Schloss ausgebaute Burg befestigte die Südwestecke.
Die Stadtbefestigung hatte ehemals ein Stadttor im Nordwesten zur Brücke über die Lainsitz als Unteres Tor bzw. Wassertor und ein Stadttor im Süden als Oberes Tor in Verlängerung der heutigen Bahnhofstraße. Im Nordosten ist die Stadtmauer bis zur Zinnenhöhe erhalten. Der Hauptplatz erstreckt sich von West nach Ost im Verhältnis von 1:7 und hat im Norden die parallele Kirchengasse als Hintausgasse.